# Football League Cup 2007-2008
La Football League Cup 2007-2008, conosciuta anche con il nome di Carling Cup per motivi di sponsorizzazione, è stata la 48ª edizione del terzo torneo calcistico più importante del calcio inglese, la 42ª in finale unica. La manifestazione, ebbe inizio il 13 agosto 2007 e si concluse il 24 febbraio 2008 con la finale disputata dopo otto anni nel rinnovato impianto di Wembley.
Il trofeo fu vinto dal Tottenham Hotspur, che nell'atto conclusivo superò con il punteggio di 2-1 dopo i tempi supplementari, i rivali cittadini del Chelsea.

## Formula
La Football League Cup era riservata alle 20 squadre della Premier League e alle 72 della Football League. Ogni turno della competizione è composto da scontri ad eliminazione diretta, ad esclusione delle semifinali che si compongono di due match dove la squadra con il miglior risultato combinato accede in finale. Se al termine di ogni partita o se il risultato combinato delle semifinali è identico, vengono giocati i tempi supplementari. Se anche al termine dei tempi supplementari il punteggio è ancora in parità, si passa ai calci di rigore.
|                              | Squadre che entrano in questo turno                                                                    | Squadre qualificate dal turno precedente    |
| ---------------------------- | --- | ------------------------------------------- |
| Primo turno (72 squadre)     | - 24 squadre dalla Third Division - 24 squadre dalla Second Division - 24 squadre dalla First Division |                                             |
| Secondo turno (48 squadre)   | - 12 squadre dalla Premier League (non partecipanti alle competizioni europee)                         | - 36 squadre vincitrici del primo turno     |
| Terzo turno (32 squadre)     | - 8 squadre dalla Premier League (partecipanti alle competizioni europee)                              | - 24 squadre vincitrici del secondo turno   |
| Quarto turno (16 squadre)    | | - 16 squadre vincitrici del terzo turno     |
| Quarti di finale (8 squadre) | | - 8 squadre vincitrici del quarto turno     |
| Semifinali (4 squadre)       | | - 4 squadre vincitrici dei quarti di finale |
| Finale (2 squadre)           | | - 2 squadre vincitrici delle semifinali     |

## Primo turno

### Nord
| Match | Squadra di casa    | Risultato                 | Squadra fuori casa | Spettatori |
| ----- | ------------------ | ------------------------- | ------------------ | ---------- |
| 1     | Wolverhampton      | 2-1                       | Bradford City      | 9.625      |
| 2     | Grimsby Town       | 1-1 (d.t.s.) 2-4 (d.c.r.) | Burnley            | 2.431      |
| 3     | Rochdale           | 2-2 (d.t.s.) 4-2 (d.c.r.) | Stoke City         | 2.369      |
| 4     | Scunthorpe Utd     | 1-2                       | Hartlepool Utd     | 2.965      |
| 5     | Port Vale          | 1-1 (d.t.s.) 3-5 (d.c.r.) | Wrexham            | 2.916      |
| 6     | Crewe Alexandra    | 0-3                       | Hull City          | 2.862      |
| 7     | Chester City       | 0-0 (d.t.s.) 2-3 (d.c.r.) | Nottingham Forest  | 2.720      |
| 8     | Sheffield Utd      | 3-1                       | Chesterfield       | 11.170     |
| 9     | Rotherham Utd      | 1-3                       | Sheffield Weds     | 6.416      |
| 10    | Barnsley           | 2-1                       | Darlington         | 3.780      |
| 11    | Bury               | 0-1                       | Carlisle Utd       | 2.213      |
| 12    | Doncaster          | 4-1                       | Lincoln City       | 5.084      |
| 13    | Preston N.E.       | 1-2                       | Morecambe          | 7.703      |
| 14    | Stockport County   | 1-0                       | Tranmere           | 3.944      |
| 15    | Accrington Stanley | 0-1                       | Leicester City     | 2.029      |
| 16    | Macclesfield Town  | 0-1                       | Leeds Utd          | 3.422      |
| 17    | Oldham Athletic    | 4-1                       | Mansfield Town     | 3.155      |
| 18    | Blackpool          | 1-0                       | Huddersfield Town  | 6.395      |

### Sud
| Match | Squadra di casa  | Risultato                 | Squadra fuori casa | Spettatori |
| ----- | ---------------- | ------------------------- | ------------------ | ---------- |
| 1     | Watford          | 3-0                       | Gillingham         | 8.166      |
| 2     | Swindon Town     | 0-2                       | Charlton           | 6.175      |
| 3     | MK Dons          | 3-3 (d.t.s.) 5-3 (d.c.r.) | Ipswich Town       | 7.496      |
| 4     | Southend Utd     | 4-1 (d.t.s.)              | Cheltenham Town    | 3.084      |
| 5     | Norwich City     | 5-2                       | Barnet             | 13.971     |
| 6     | Shrewsbury Town  | 1-0 (d.t.s.)              | Colchester Utd     | 3.069      |
| 7     | Cardiff City     | 1-0 (d.t.s.)              | Brighton           | 3.726      |
| 8     | Swansea City     | 2-0                       | Walsall            | 6.943      |
| 9     | Brentford        | 0-3                       | Bristol City       | 2.213      |
| 10    | Bristol Rovers   | 1-1 (d.t.s.) 4-1 (d.c.r.) | Crystal Palace     | 5.566      |
| 11    | West Bromwich    | 1-0                       | Bournemouth        | 10.250     |
| 12    | Peterborough Utd | 2-1                       | Southampton        | 4.087      |
| 13    | Hereford Utd     | 4-1                       | Yeovil Town        | 2.085      |
| 14    | QPR              | 1-2                       | Leyton Orient      | 5.260      |
| 15    | Northampton Town | 2-0                       | Millwall           | 1.735      |
| 16    | Dag & Red        | 1-2                       | Luton Town         | 1.754      |
| 17    | Plymouth         | 2-1                       | Wycombe            | 5.474      |
| 18    | Coventry City    | 3-0                       | Notts County       | 6.735      |

## Secondo turno
| Match    | Squadra di casa   | Risultato                 | Squadra fuori casa | Spettatori |
| -------- | ----------------- | ------------------------- | ------------------ | ---------- |
| 1        | Plymouth          | 2-0                       | Doncaster          | 5.133      |
| 2        | Southend Utd      | 2-0                       | Watford            | 5.554      |
| 3        | Nottingham Forest | Sospesa                   | Leicester City     | /          |
| Recupero | Nottingham Forest | 2-3                       | Leicester City     | 15.519     |
| 4        | Wigan             | 0-1                       | Hull City          | 5.440      |
| 5        | Birmingham City   | 2-1                       | Hereford Utd       | 10.185     |
| 6        | Carlisle Utd      | 0-2                       | Coventry City      | 5.744      |
| 7        | Bristol Rovers    | 1-2                       | West Ham Utd       | 10.831     |
| 8        | Derby County      | 2-2 (d.t.s.) 6-7 (d.c.r.) | Blackpool          | 8.658      |
| 9        | Rochdale          | 1-1 (d.t.s.) 3-4 (d.c.r.) | Norwich City       | 2.990      |
| 10       | Portsmouth        | 3-0                       | Leeds Utd          | 8.502      |
| 11       | Cardiff City      | 1-0                       | Leyton Orient      | 6.150      |
| 12       | MK Dons           | 2-3 (d.t.s.)              | Sheffield Utd      | 7.943      |
| 13       | Burnley           | 3-0                       | Oldham Athletic    | 7.317      |
| 14       | Swansea City      | 0-1 (d.t.s.)              | Reading            | 12.027     |
| 15       | Peterborough Utd  | 0-2                       | West Bromwich      | 4.917      |
| 16       | Shrewsbury Town   | 0-1                       | Fulham             | 6.223      |
| 17       | Wolverhampton     | 1-3 (d.t.s.)              | Morecambe          | 11.296     |
| 18       | Middlesbrough     | 2-0                       | Northampton Town   | 11.686     |
| 19       | Sheffield Weds    | 2-1 (d.t.s.)              | Hartlepool Utd     | 8.751      |
| 20       | Luton Town        | 3-0                       | Sunderland         | 4.401      |
| 21       | Wrexham           | 0-5                       | Aston Villa        | 8.221      |
| 22       | Charlton          | 4-3                       | Stockport County   | 8.022      |
| 23       | Newcastle Utd     | 2-0                       | Barnsley           | 30.523     |
| 24       | Bristol City      | 1-2                       | Manchester City    | 14.541     |

## Terzo turno
| Match | Squadra di casa | Risultato    | Squadra fuori casa | Spettatori |
| ----- | --------------- | ------------ | ------------------ | ---------- |
| 1     | Blackburn       | 3-0          | Birmingham City    | 9.205      |
| 2     | Reading         | 2-4          | Liverpool          | 23.563     |
| 3     | Manchester Utd  | 0-2          | Coventry City      | 74.055     |
| 4     | Tottenham       | 2-0          | Middlesbrough      | 32.280     |
| 5     | Hull City       | 0-4          | Chelsea            | 23.543     |
| 6     | Blackpool       | 2-1 (d.t.s.) | Southend Utd       | 5.022      |
| 7     | West Ham Utd    | 1-0          | Plymouth           | 25.774     |
| 8     | Arsenal         | 2-0          | Newcastle Utd      | 60.004     |
| 9     | Luton Town      | 3-1 (d.t.s.) | Charlton           | 4.534      |
| 10    | Manchester City | 1-0          | Norwich City       | 20.938     |
| 11    | Sheffield Utd   | 5-0          | Morecambe          | 8.854      |
| 12    | Sheffield Weds  | 0-3          | Everton            | 16.463     |
| 13    | Fulham          | 1-2 (d.t.s.) | Bolton             | 10.500     |
| 14    | Burnley         | 0-1          | Portsmouth         | 8.202      |
| 15    | Aston Villa     | 0-1          | Leicester City     | 25.956     |
| 16    | West Bromwich   | 2-4          | Cardiff City       | 14.085     |

## Quarto turno
| Match | Squadra di casa | Risultato    | Squadra fuori casa | Spettatori |
| ----- | --------------- | ------------ | ------------------ | ---------- |
| 1     | Luton Town      | 0-1 (d.t.s.) | Everton            | 8.944      |
| 2     | Portsmouth      | 1-2          | Blackburn          | 11.788     |
| 3     | Chelsea         | 4-3          | Leicester City     | 40.037     |
| 4     | Sheffield Utd   | 0-3          | Arsenal            | 16.971     |
| 5     | Tottenham       | 2-0          | Blackpool          | 32.196     |
| 6     | Bolton          | 0-1          | Manchester City    | 15.510     |
| 7     | Coventry City   | 1-2          | West Ham Utd       | 23.968     |
| 8     | Liverpool       | 2-1          | Cardiff City       | 41.780     |

## Quarti di finale
| Arbitro: | Mark Halsey (Lancashire) |

|          |           |                      |
| Cole 12’ | Marcatori | 40’ Osman 88’ Yakubu |

| Arbitro: | Steve Bennett (Kent) |

|  |           |                         |
|  | Marcatori | 5’ Defoe 82’ Malbranque |

| Arbitro: | Martin Atkinson (West Yorkshire) |

|                          |           |  |
| Lampard 59’ Ševčenko 90’ | Marcatori |  |

| Arbitro: | Mike Riley (West Yorkshire) |

|                    |           |                           |
| Santa Cruz 42’ 60’ | Marcatori | 6’ Diaby 29’ 104’ Eduardo |

## Semifinali

### Andata
| Arbitro: | Peter Walton (Northamptonshire) |

|                                          |           |            |
| Wright-Phillips 26’ Lescott 90+2’ (aut.) | Marcatori | 64’ Yakubu |

| Arbitro: | Mike Dean (Wirral) |

|             |           |           |
| Walcott 79’ | Marcatori | 37’ Jenas |

### Ritorno
| Arbitro: | Steve Bennett (Kent) |

|  |           |             |
|  | Marcatori | 69’ J. Cole |

| Arbitro: | Howard Webb (Sheffield & Hallamshire) |

|                                                                    |           |              |
| Jenas 3’ Bendtner 27’ (aut.) Keane 48’ Lennon 60’ Malbranque 90+4’ | Marcatori | 70’ Adebayor |

## Finale
| Arbitro: | Mark Halsey |

|            |           |                                  |
| Drogba 39’ | Marcatori | 70’ (rig.) Berbatov 94’ Woodgate |

| Chelsea | Tottenham Hotspur |

| CHELSEA         |    |                       |         |
|                 |    |                       |         |
| P               | 1  | Petr Čech             | 120+4’  |
| D               | 35 | Juliano Belletti      |         |
| D               | 26 | John Terry (C)        |         |
| D               | 6  | Ricardo Carvalho      | 104’    |
| D               | 18 | Wayne Bridge          |         |
| C               | 12 | John Obi Mikel        | 96’ 98’ |
| C               | 8  | Frank Lampard         |         |
| C               | 5  | Michael Essien        | 88’     |
| A               | 24 | Shaun Wright-Phillips | 72’     |
| A               | 39 | Nicolas Anelka        |         |
| A               | 11 | Didier Drogba         |         |
| A disposizione: |    |                       |         |
| P               | 23 | Carlo Cudicini        |         |
| D               | 33 | Alex                  |         |
| C               | 10 | Joe Cole              | 98’     |
| C               | 13 | Michael Ballack       | 88’     |
| A               | 21 | Salomon Kalou         | 72’     |
| Manager:        |    |                       |         |
| Avram Grant     |    |                       |         |

| TOTTENHAM HOTSPUR |    |                   |          |
|                   |    |                   |          |
| P                 | 1  | Paul Robinson     |          |
| D                 | 28 | Alan Hutton       |          |
| D                 | 39 | Jonathan Woodgate |          |
| D                 | 26 | Ledley King (C)   |          |
| D                 | 2  | Pascal Chimbonda  | 61’      |
| C                 | 25 | Aaron Lennon      | 120+1’   |
| C                 | 8  | Jermaine Jenas    | 120+3’   |
| C                 | 4  | Didier Zokora     | 38’      |
| C                 | 15 | Steed Malbranque  | 75’      |
| A                 | 10 | Robbie Keane      | 102’     |
| A                 | 9  | Dimităr Berbatov  |          |
| A disposizione:   |    |                   |          |
| P                 | 12 | Radek Černý       |          |
| D                 | 5  | Younes Kaboul     | 102’     |
| C                 | 6  | Teemu Tainio      | 75’ 116’ |
| C                 | 22 | Tom Huddlestone   | 61’      |
| A                 | 23 | Darren Bent       |          |
| Manager:          |    |                   |          |
| Juande Ramos      |    |                   |          |